# 吉爾伯特維爾 (愛荷華州)
吉爾伯特維爾（英語：Gilbertville）是一個位於美國愛荷華州布萊克霍克縣的城市。

## 地理
吉爾伯特維爾的座標為42°25′02″N 92°12′50″W / 42.41722°N 92.21389°W，而該地的平均海拔高度為258米（即846英尺）。

## 人口
根據2010年美國人口普查的數據，吉爾伯特維爾的面積為1.04平方千米，均為陸地。當地共有人口712人，而人口密度為每平方千米684人。